# Эбосия Бликера
Эбосия Бликера (лат. Ebosia bleekeri) — вид морских лучепёрых рыб семейства скорпеновых. Встречаются в западной части Тихого океана: от южной Японии до Гонконга, также в водах Австралии, Тайваня, Китая и Кореи. Известна также из Индонезии. Придонная тропическая рыба, обитает на глубинах от 110 до 152 метров. Максимальная длина тела 22 см. В спинном плавнике 8 жёстких и 10 мягких лучей. В анальном плавнике 3 жёстких и 8 мягких лучей. Позвонков 24. Теменные гребни у самцов широкие и короткие, не сильно удлиненные по сравнению с Ebosia falcata. У взрослых особей на макушке головы развивается оригинальный костный выступ. Безвредна для человека, охранный статус вида не оценивался, объектом промысла не является.